# Брилёв (Чечерский район)
Брилёв (бел. Брылёва) — посёлок в Оторском сельсовете Чечерского района Гомельской области Беларуси.

## География

### Расположение
В 7 км на северо-запад от Чечерска, 44 км от железнодорожной станции Буда-Кошелёвская (на линии Гомель — Жлобин), 72 км от Гомеля.

### Гидрография
На юге мелиоративный канал, соединённый с рекой Чечора (приток реки Сож).

## Транспортная сеть
На автодороге Чечерск — Рысков. Планировка состоит из короткой прямолинейной широтной улицы, застроенной двусторонне деревянными домами усадебного типа.

## История
Основан в начале 1920-х годов переселенцами из соседних деревень на бывших помещичьих землях. В 1930 году организован колхоз. Согласно переписи 1959 года в составе колхоза «50 лет БССР» (центр — деревня Отор).

## Население

### Численность
- 2004 год — 19 хозяйств, 33 жителя.

### Динамика
- 1959 год — 189 жителей (согласно переписи).
- 2004 год — 19 хозяйств, 33 жителя.